# Ailingen
Der staatlich anerkannte Erholungsort Ailingen ist mit 7519 Einwohnern (Stand: Jan 2014) die größte Ortschaft von Friedrichshafen am Bodensee im baden-württembergischen Bodenseekreis.

## Geographie
Ailingen liegt rund vier Kilometer nördlich des Friedrichshafener Stadtzentrums und die Gesamtfläche der Gemarkung Ailingen beträgt 1421,6444 Hektar.

### Gliederung
Zur Ortschaft Ailingen gehören neben dem namengebenden Ort Ailingen die Ortsteile Berg (zwischen 1825 und 1937 selbständige Gemeinde, zu der auch die Siedlungen und Höfe Holzhof, Jägerhaus, Kappelhof, Köstenbach, Langenloch, und Weiler an der Ach gehörten), Bunkhofen, Hagendorn, Ittenhausen, Unterraderach, Lochenried, Oberailingen, Oberlottenweiler, Reinach, Unterailingen, Unterlottenweiler, Weilermühle, Wiggenhausen, und die Höfe Buchholz, Höhler, Martinshof, Waldacker, Wolfenhof.

## Geschichte
Ailingen wurde am 20. März 774 in einer Schenkungsurkunde eines Priesters namens Hymmo an das Kloster St. Gallen erstmals urkundlich als „villa ailingas“ erwähnt. Die Urkunde führt zusätzlich ein dort befindliches Gericht auf. Zu dieser Zeit besaß Ailingen bereits eine Pfarrei, zu der auch die Kirche in Ettenkirch gehörte. 873 wurde die Einwohnerzahl Ailingens mit rund 100 angegeben.

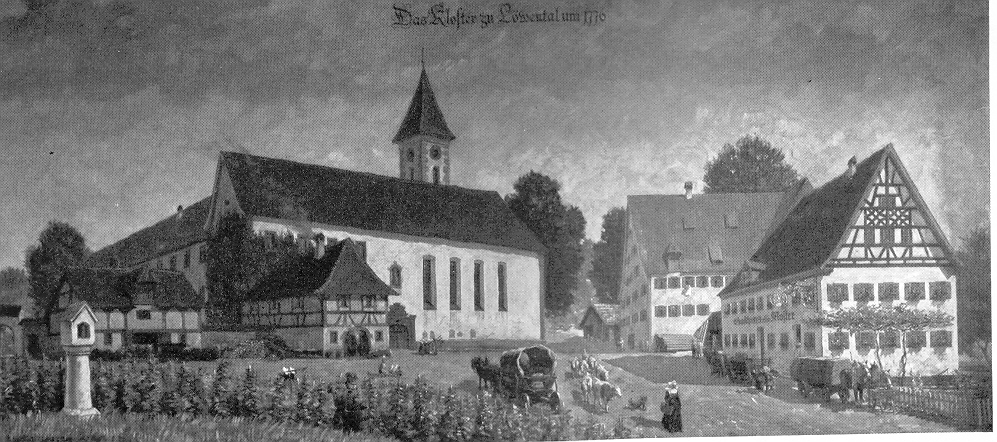
Das Kloster Löwental

Ab 1198 waren die Grafen von Habsburg Herren des Orts und Besitzer der Kirche, die Rudolf und sein Bruder Gottfried am 10. Juli 1260 dem Dominikanerinnenkloster Löwental schenkten. 1326 wurde sie schließlich dem Kloster inkorporiert. In der Folgezeit kam es zu zahlreichen Streitigkeiten der Ortsbevölkerung mit dem Kloster, beispielsweise über die Entlohnung des Pfarrers.
Grundherrschaftlich gehörte Ailingen bis 1475/76 zur Grafschaft Heiligenberg. Danach wurde es bis 1805 vom Amt Fischbach-Hagendorn der vorderösterreichischen Landvogtei Schwaben verwaltet und bildete mit Fischbach eine Gemeinde. Mit dem Frieden von Pressburg gelangte es 1805 an das Königreich Württemberg. Bis 1825 bildete Ailingen zusammen mit dem Ort Berg und anderen Wohnplätzen (z. B. Allmannsweiler) die Gemeinde Hagendorn. Schließlich wurde Ailingen 1825 von der Berg abgetrennt und damit eigenständige Gemeinde, die zum Oberamt Tettnang (Beschreibungstext von 1838) (1934 umbenannt in Kreis Tettnang) gehörte. 1937 wurde Berg wieder nach Ailingen eingemeindet. Bei der Kreisreform während der NS-Zeit in Württemberg gelangte Ailingen 1938 zum neu umrissenen Landkreis Friedrichshafen, der ab 1945 wieder Landkreis Tettnang hieß.
In der Nachkriegszeit war der Ort Teil der französischen Besatzungszone, ab 1949 gehörte er bis zur Gründung Baden-Württembergs 1952 zum Land Württemberg-Hohenzollern. 1971 feierte Ailingen sein 1200-jähriges Jubiläum und wurde am 1. Dezember dieses Jahres nach Friedrichshafen eingemeindet. Mit Friedrichshafen gelangte es 1973 zum neu gebildeten Bodenseekreis. 1974 erhielt Ailingen das Prädikat „Staatlich anerkannter Erholungsort“.
1999 überschritt die Einwohnerzahl die 7000er-Grenze.

## Politik

### Einfluss der Ortsteile
Die Bewohner der Ortschaft Ailingen nehmen an den Gemeinderatswahlen von Friedrichshafen teil.
Die Gemeinderatswahl erfolgte bis zur Kommunalwahl 2004 nach dem System der unechten Teilortswahl. Mit Beschluss des Gemeinderats aus dem Jahr 2007 wurde die unechte Teilortswahl in Friedrichshafen und damit auch für die Ortschaft Ailingen zur Kommunalwahl 2009 abgeschafft. Auch die unechte Teilortswahl innerhalb der Ortschaft wurde für den Ortsteil Berg zu diesem Zeitpunkt abgeschafft. Ein hauptamtlicher Ortsvorsteher und der Ortschaftsrat, die alle 5 Jahre gewählt werden, vertreten die Interessen der Ailinger Bürger gegenüber der Stadt Friedrichshafen.

### Ortsvorsteher

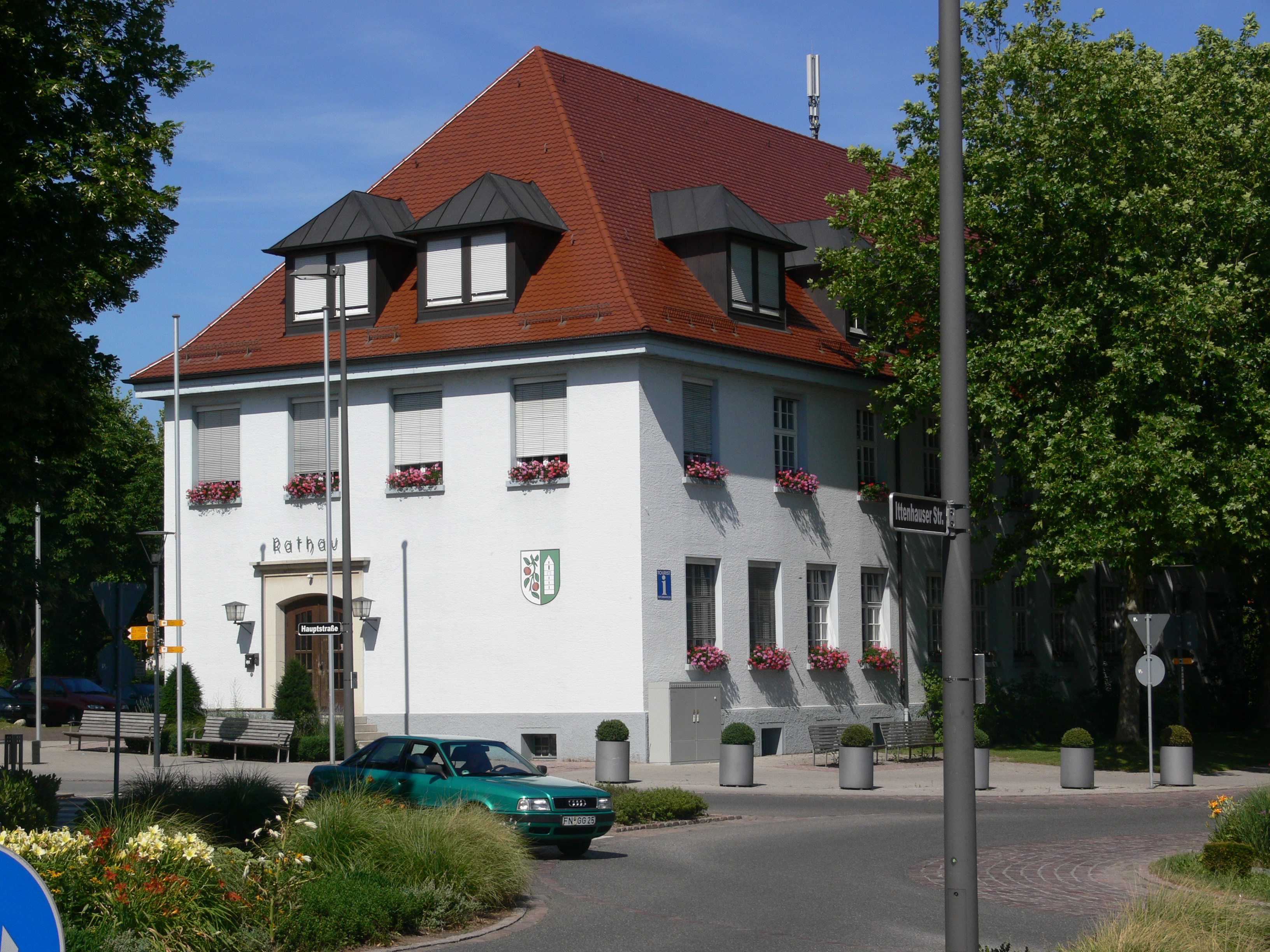
Rathaus in Ailingen

Ortsvorsteher ist seit 2022 Andreas Lipp. Er folgte Georg Schellinger nach, der von 2016 bis 2022 amtierte und seit 2022 Bürgermeister von Meckenbeuren ist.

### Wappen
| Wappen der Friedrichshafener Ortschaft Ailingen | Blasonierung: „In gespaltenem Schild vorn in Silber (Weiß) ein nach unten gekehrter grüner Apfelbaumzweig mit zwei roten Äpfeln, hinten im Grün ein silberner (weißer) Kirchturm mit Staffelgiebel.“ |
| Wappen der Friedrichshafener Ortschaft Ailingen | Wappenbegründung: Im Jahr 1930 schlug das Württembergische Staatsarchiv erstmals ein Ailinger Wappen vor, das sich vor allem auf das Thema Obstbau beziehen sollte. Der Obstbau wurde wiederum von der Firma Dochtermann, einer privaten Firma für Wappenkunst, aufgegriffen. Die Gemeindeverwaltung lehnte jedoch beide Wappen ab. Nachdem die Suche nach einem Wappen früherer Ortsherren erfolglos war, wurde auf Anregung des Landratsamt hin, ein Wappen erstellt. Dieses Wappen weist auf den umfangreichen Obstbau, der heute noch eine der Haupteinnahmequellen ist, und die Ortskirche, die in der Vergangenheit eine wesentliche Rolle für die Umgebung spielte, hin. Am 7. Dezember 1961 verlieh das Innenministerium der Gemeinde das Recht, dieses Wappen sowie die Flagge Grün-Weiß zu führen. |

## Kultur und Sehenswürdigkeiten

### Museen
- Streuobstmuseum (Ailingen-Weilermühle): Das Museum beschäftigt sich mit der Bedeutung von Streuobstwiesen und deren Ökologie. Diese wird anhand von verschiedenen Obstbäumen erläutert.
- Museum des Geschichtsvereins Ailingen-Berg (wechselnde Ausstellungen)
- In den 1970er Jahren gab es das Renn- und Sportwagenmuseum von Fritz B. Busch, später Busch’s Motorrad-Museum, das zum Automobilmuseum von Fritz B. Busch in Wolfegg gehörte und 1982 geschlossen wurde.

### Bauwerke

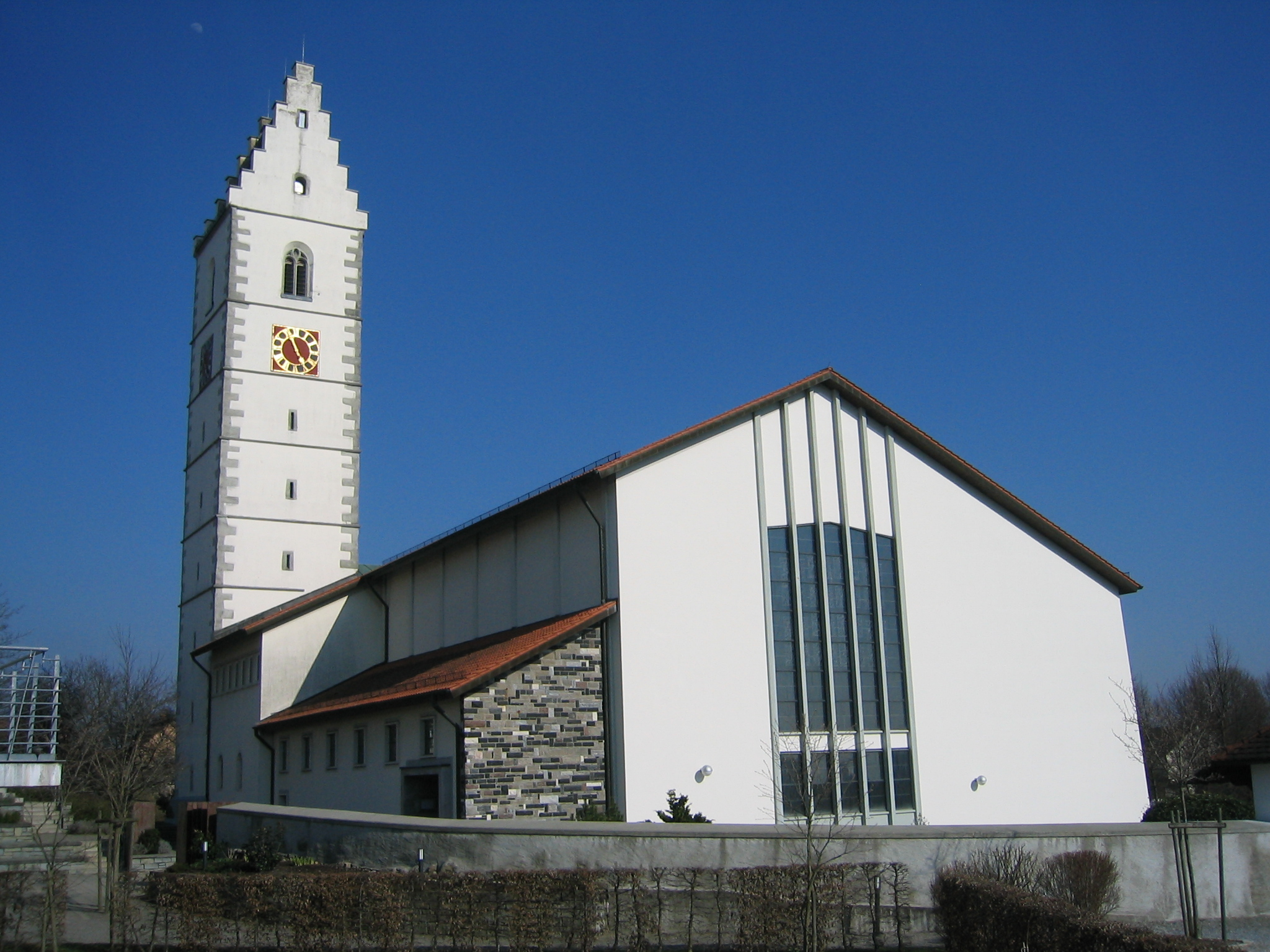
St. Johann Baptist

- Die Pfarrkirche St. Johannes Baptist wurde von Rudolf und Gottfried von Habsburg dem Kloster Löwental gestiftet und diesem 1326 inkorpiert. Der untere Teil des Kirchturms stammt vermutlich aus dem 14. Jahrhundert. In der Zeit des Kirchenneubaus um 1500 wurde er auf seine heutige Höhe von 42 m erhöht. 1625 wurde das Langhaus vergrößert, 1626 die Rosenkranzkapelle angebaut. Pfarrer Paul Martin (1704–1735) stiftete 1729 eine Strahlenmonstranz (Augsburger Arbeit). 1789 schuf Andreas Brugger das Deckenfresko „Maria Fürbitterin der bedrohten Menschheit“ der Rosenkranzkapelle. 1958/59 musste das alte Langhaus und der Chor der Kirche einem neuen, größeren Kirchenbau weichen, der Turm und Rosenkranzkapelle des Vorgängerbaus einschloss. Ein neugotischer Hochaltar von Anselm Sickinger wurde entfernt, später wurden erhaltene Teile erneut aufgestellt. Das Dach dieses neuen Kirchenraums ruht auf hohlen Leimholzbindern (Kämpfträgern), wie sie auch bei der 2006 eingestürzten Eislaufhalle in Bad Reichenhall verwendet wurden. Im Juli 2021 wurde festgestellt, dass auch das Dach der Kirche nicht mehr standsicher ist, weswegen das Gebäude gesperrt wurde.[8]

- Die Haldenbergkapelle wurde 1921 als Kriegergedächtniskapelle für die Gefallenen des Ersten Weltkrieges auf dem Haldenberg (479 m, ca. 1 km nordöstlich von Ailingen) errichtet. Das Baumaterial wurde von der ehemaligen Marienkapelle von der Reinachmühle verwendet. Neben dem Mosaik „Stern im Lebensmeere“ von Kurt Zöller (Miltenberg) sind der moderne Kreuzweg (ebenfalls Zöller) und die Pietà (1893) sehenswert. Der im Landschaftsschutzgebiet Haldenberg liegende Aussichtspunkt bei der Kapelle bietet eine wunderschöne Fernsicht auf Bodensee und Alpen.

- Weiterhin sind Fachwerkbauten, wie das Haus Berger in Oberlottenweiler und das Alte Pfarrhaus, sowie die Pfarrkirche St. Nikolaus in Berg sehenswert.

### Naturerlebnis
- Drumlinlandschaft des hinteren Bodenseegebietes
- Rotachtal
- Obstgärten
- Verschiedene Wanderwege (Abschnitt des Jubiläumswegs des Bodenseekreises, …)

### Vereine
In Ailingen gibt es ein reges Vereinsleben. Neben der Landjugend Ailingen-Schnetzenhausen gibt es katholische und evangelische kirchlich geprägte Vereine (Kirchenchöre, Kinder- und Jugendchor, Landvolk, Landfrauen, Blutreitergruppe), Musikvereine, den Gesangsverein „Liederkranz“ und Sportvereine sowie Dorfgemeinschaften in Berg, Ittenhausen und Lottenweiler. Drei Narrenzünfte (Narrenzunft Ailingen, Narrenzunft Berg und Lottenweiler) betreiben in Ailingen die schwäbisch-alemannische Fastnacht.

### Regelmäßige Veranstaltungen
- Fasnet in Ailingen, Berg und Lottenweiler
- Funkenfeuer in Lottenweiler (Sonntag nach Aschermittwoch)
- Ailinger Maifest (Muttertagswochenende)
- Berger Sommerfest (Juniwochenende nach Pfingsten)
- Ailinger Dorffest (Wochenende vor Beginn der Sommerferien)
- Lottenweiler Kickerfest (erstes Augustwochenende)
- Ailinger Handballturnier (meist am 3. Augustwochenende)
- FK-Fest (letzter Samstag im August)

### Sport
Größter Sportverein des Ortes ist die TSG Ailingen, die in den Abteilungen Turnen, Handball, Sportkegeln, Fußball, Tennis, Volleyball, Tischtennis, Ski- und Bergfreunde und Tae-Kwon-Do Breitensport anbietet.
Im Jahr 2005 hat sich die Taekwondo-Abteilung von der TSG-Ailingen gelöst und bietet die koreanische Kampfsportart als eigenständiger Verein an.
Weiterhin existiert der Radfahrerverein RV Immergrün, dessen Radballteam an der ersten Bundesliga teilnimmt. Der Ailinger Florian Blab wurde 2006 Deutscher Meister im Kunstradfahren und konnte sich zwischen 2006 und 2012 sechsmal den Titel des Vize-Weltmeisters sichern.
Das „Wellenbad Ailingen“ ist eines von drei Freibädern in Friedrichshafen. Das Bad ist von Mitte Mai bis zum Ende der Sommerferien geöffnet und verfügt neben dem großen Wellenbecken über einen Strudelkanal, eine große Rutsche, ein Kleinkindbecken einen Matsch- und Buddelbereich und vieles mehr. Das Bad ist seit der Sanierung im Jahr 2010 komplett barrierefrei.

## Wirtschaft und Infrastruktur
Bis nach dem Zweiten Weltkrieg war Ailingen von der Landwirtschaft dominiert, 1983 waren noch 10 % der Bevölkerung im landwirtschaftlichen Sektor tätig. Außerhalb des immer noch ländlich anmutenden Ortskerns sind mehrere Wohngebiete entstanden. Neben der Landwirtschaft hat sich seit den 1960er Jahren, der Tourismus als Nebenerwerbsquelle etabliert. Seit 1974 ist Ailingen staatlich anerkannter Erholungsort, der durch die Nähe zur Stadt Friedrichshafen mit ihrer zentralen Lage am Bodensee und dem ländlichen Umfeld im „Obstgarten am Bodensee“ besonders gut auch für Familien als Urlaubsort eignet und ist aktuell auch mit dem Prädikat familien-ferien in Baden-Württemberg ausgezeichnet.

### ÖPNV
Fünf Stadtbuslinien der Stadtverkehr Friedrichshafen GmbH (13, 14, 15, 16 und 17) verbinden Ailingen im 10-Minuten-Intervall mit Friedrichshafen. Zusätzlich verkehrt die Linie 3, so dass 7 Busse pro Stunde verkehren. Einige Fahrten der Linie 5803 ergänzen das Angebot an Schultagen. Ab 20.15 (Innenstadt) bzw. 20.25 (Ailingen) kann im Stundentakt das Ruftaxi RiA geordert werden.

### Bildung
In der Ortschaft gibt es zwei kommunale und einen kirchlichen Kindergarten, eine Kindertageseinrichtung für unter 3-Jährige, einen Waldkindergarten sowie mit der Grundschule Ailingen mit deren Außenstelle Berg sowie der Realschule Ailingen auch zwei staatliche Schulen.

## Persönlichkeiten
- Hymmo, Priester im 8. Jahrhundert, er schenkte seinen Besitz in Ailingen dem Kloster St. Gallen. Dadurch wurde der Ort am 20. März 771 erstmals urkundlich erwähnt.
- Joseph Eberle (* 2. August 1884 in Ailingen-Reinachmühle; † 14. September 1947 in Salzburg), katholischer Publizist
- Maria Franziska Eberle (* 1890; † 1965), Schwester Bonaventura, 1939–1945 Oberin der Kapuzinerinnen in St. Notkersegg (CH)
- Leonie Fürst (* 15. April 1912 in Tuttlingen; † 18. Mai 1996 in Friedrichshafen), langjährige Ärztin und Kunstmäzenin in Ailingen
- Bruno Volkwein (* 30. Oktober 1938 in Unterlottenweiler; Priesterweihe 17. Oktober 1964 in Sankt Augustin; † 16. Juni 2003 in Siegburg), Steyler Missionar und Professor des Alten Testamentes in St. Augustin/Bonn
- Josef Hoben (* 27. Mai 1954 in Unterraderach; † 26. November 2012), Schriftsteller und Literaturhistoriker
- Simon Zoller (* 26. Juni 1991 in Friedrichshafen), Fußballspieler, begann beim TSG Ailingen mit dem Fußballspielen
- Giulia Gwinn (* 2. Juli 1999 in Tettnang), Fußballspielerin, begann als knapp Achtjährige bei der TSG Ailingen mit dem Fußballspielen

## Belege
1. ↑  Datei:Holzhof Gemeinde Berg.jpg Flurkarte Holzhof
2. ↑  Datei:Jägerhaus Berg.jpg Jägerhaus 2014
3. ↑  Datei:Kappelhof Berg Oberamt Tettnang.jpg Historische Karte aus Archiv des Benediktinerklosters Weingarten(Gutt Conradi/Cappel)
4. ↑  StiASG, Urk. I 43. Online auf e-chartae, abgerufen am 12. Juni 2020.
5. ↑  Geschichte von Ailingen (Memento vom 1. April 2013 im Internet Archive)
6. ↑  Beschreibung des Oberamts Tettnang/Kapitel B 2 auf Wikisource
7. ↑  Statistisches Bundesamt (Hrsg.): Historisches Gemeindeverzeichnis für die Bundesrepublik Deutschland. Namens-, Grenz- und Schlüsselnummernänderungen bei Gemeinden, Kreisen und Regierungsbezirken vom 27.5.1970 bis 31.12.1982. W. Kohlhammer, Stuttgart / Mainz 1983, ISBN 3-17-003263-1, S. 534 (Statistische Bibliothek des Bundes und der Länder [PDF; 41,1 MB]).
8. ↑  Andrea Fritz: Friedrichshafen: St. Johannes Baptist droht einzustürzen: Für die Kirchengemeinde ist das ein Schock – auch aus finanzieller Sicht | SÜ. In: suedkurier.de. 20. Juli 2021, abgerufen am 21. Februar 2024.
9. ↑  Bericht über die deutsche Meisterschaft (Memento vom 4. März 2016 im Internet Archive)
10. ↑  Auch Florian Blab beendet Karriere (27. November 2012)